# Number 5 (álbum de Ling Tosite Sigure)
El título de este artículo se muestra incorrectamente debido a limitaciones técnicas. El título correcto es #5.
Número 5 es el sexto álbum de estudio de la banda de rock japonesa, Ling Tosite Sigure. Su lanzamiento se produjo el 14 de febrero de 2018 bajo la distribución Sony Music Japan.

## Descripción
- Este álbum de estudio viene en 2 formatos CD y CD+DVD
- En su canal oficial de YouTube promocionaron este álbum el 6 de febrero de 2018, el título del video es #5 Digest Trailer
- El 29 de diciembre de 2017 lanzaron una versión corta del video musical de "Chocolate Passion", el 18 de enero de 2018 lanzaron la versión completa
- Después de unos meses del lanzamiento del álbum, lanzaron una promoción del Tour Five For You que ya no esta en el canal oficial de la banda en Youtube

## Canciones
Todas las canciones son escritas por TK.

### CD
| N.º   | Título                   | Duración |  |
| 1.    | «Ultra Overcorrection»   | 4:44     |  |
| 2.    | «Chocolate Passion»      | 4:17     |  |
| 3.    | «Tornado Minority»       | 4:38     |  |
| 4.    | «Who's WhoFO»            | 4:58     |  |
| 5.    | «EneMe»                  | 4:58     |  |
| 6.    | «ten to ten»             | 5:31     |  |
| 7.    | «Serial Number Of Turbo» | 4:19     |  |
| 8.    | «DIE meets HARD»         | 4:06     |  |
| 9.    | «High Energy Vacuum»     | 3:53     |  |
| 10.   | «#5»                     | 5:36     |  |
| 46:59 |                          |          |  |

### DVD
| N.º | Título                                                | Duración |  |
| 1.  | «"Chocolate Passion" Music Video with Making Passion» |          |  |
| 2.  | «"#5" Music Video»                                    |          |  |
| 3.  | «DIE HARD RADIO Season 2»                             |          |  |